# Vuelta a Salamanca
La Vuelta a Salamanca es una carrera ciclista amateur por etapas española que se disputa en la provincia de Salamanca, en el mes de septiembre.
Siempre ha tenido 5 etapas, en algunas ediciones una de ellas con doble sector. Siempre ha finalizado en Salamanca.
Estaba organizada los últimos veinte años por el Club Ciclista  Salmantica. En 2012 no pudo tomarse la salida por falta de apoyo del patrocinador principal, la Diputación de Salamanca, y la organización tuvo que dejar de realizarla.
Destacar la victoria de Miguel Induráin en el año 85, Agustín Tamames en dos ocasiones (ganador posteriormente de la vuelta a España) así como de muchos de los principales corredores profesionales  que actualmente pedalean en el pelotón profesional.
La Vuelta a Salamanca siempre ha sido sinónimo de paso al profesionalismo para aquellos que han destacado en ella.
En 2018 el Club Ciclista Promesal retoma la Vuelta Ciclista a Salamanca en su 47 edición, con la disputa de 3 etapas.

## Palmarés
| Año       | Ganador                   | Segundo             | Tercero                  |
| --------- | ------------------------- | ------------------- | ------------------------ |
| 1935      | Julián Berrendero         |                     |                          |
| 1936-1944 | no se disputó             |                     |                          |
| 1945      | Senén Blanco              |                     |                          |
| 1946      | Ángel Alonso              |                     |                          |
| 1947      | Pepín Vicente             |                     |                          |
| 1948      | Senén Blanco              |                     |                          |
| 1949      | Pepín Vicente             |                     |                          |
| 1950      | Victorio García           |                     |                          |
| 1951      | no se disputó             |                     |                          |
| 1952      | Andrés Morán              |                     |                          |
| 1953      | Rufino Lajo               |                     |                          |
| 1954      | Domingo Piñero            |                     |                          |
| 1955      | Francisco Mulas           |                     |                          |
| 1956      | Raul Motos                |                     |                          |
| 1957      | Pedro Guzmán              |                     |                          |
| 1958      | no se disputó             |                     |                          |
| 1959      | J. Manuel Menéndez        |                     |                          |
| 1960      | J. Manuel Sánchez         |                     |                          |
| 1961-1963 | no se disputó             |                     |                          |
| 1964      | J. Luis Reguero           |                     |                          |
| 1965      | Agustín Tamames           |                     |                          |
| 1966      | Agustín Tamames           |                     |                          |
| 1967      | Fulgencio Sánchez         |                     |                          |
| 1968      | Eufronio Sahagún          |                     |                          |
| 1969-1973 | no se disputó             |                     |                          |
| 1974      | José Luis Alonso          |                     |                          |
| 1975-1982 | no se disputó             |                     |                          |
| 1983      | Miguel Induráin           |                     |                          |
| 1984      | no se disputó             |                     |                          |
| 1985      | José L. Villanueva        |                     |                          |
| 1986-1988 | no se disputó             |                     |                          |
| 1989      | Rafael Ruiz               |                     |                          |
| 1990      | J. Ramón López            |                     |                          |
| 1991      | André Dolgnick            |                     |                          |
| 1992      | Chente García Acosta      |                     |                          |
| 1993      | Borja Izcara              |                     |                          |
| 1994      | David Cañada              |                     |                          |
| 1995      | David Cancela             |                     |                          |
| 1996      | David Latasa              |                     |                          |
| 1997      | David Latasa              |                     |                          |
| 1998      | David Bernabéu            |                     |                          |
| 1999      | Pablo Getafe              |                     |                          |
| 2000      | Julián Fernández          |                     |                          |
| 2001      | Jorge Ferrío              | Gerardo García      | Alejandro Valverde       |
| 2002      | Juan Manuel Rivas         | Héctor Guerra       | Luis Pasamontes          |
| 2003      | Ruben Tapias              | Antonio Arenas      | Vicent Perales           |
| 2004      | Ángel Vallejo             | Jaume Rovira        | Diego Gallego            |
| 2005      | Miguel Silvestre          | Juan Pablo Suárez   | Francisco Torrella       |
| 2006      | David Gutiérrez Gutiérrez | Juan Carlos Escamez | Óscar Pujol              |
| 2007      | Óscar Laguna              | Felix Casañs        | Carlos Oyarzún           |
| 2008      | Ibon Zugasti              | Guillermo Lana      | Óscar García-Casarrubios |
| 2009      | Carlos Oyarzún            | Moisés Dueñas       | Alexander Rybakov        |
| 2010      | Víctor de la Parte        | José Antonio Cerezo | Jordi Simón              |
| 2011      | José Antonio de Segovia   | Karol Domagalski    | Darío Gadeo              |
| 2012-2017 | no se disputó             |                     |                          |
| 2018      | Raúl García de Mateos     | Eloy Teruel         | Alejandro Ropero         |
| 2019      | Iván Martínez             | Jefferson Cepeda    | Eusebio Pascual          |
| 2020      | no se disputó             |                     |                          |
| 2021      | Vinícius Rangel           | Luis Daniel Zea     | Fernando Tercero         |
| 2022      | Edgar Cadena              | Eli Saul Burgos     | Fernando Tercero         |
| 2023      | Edgar Cadena              | Vicente Rojas       | Samuel Fernández         |
| 2024      | Lucas Lopes               | Pablo Carrascosa    | Martín Rey               |

## Palmarés por países
| País     | Victorias |
| -------- | --------- |
| España   | 47        |
| México   | 2         |
| Brasil   | 1         |
| Chile    | 1         |
| Portugal | 1         |